# 劳姓
勞姓為中文姓氏之一，在《百家姓》中排名第295位。

## 起源
- 「博勞」之官的後裔。古人雅稱用刑之官為「博勞」（伯勞），其後裔有「劳姓」。[1]

- 勞山（嶗山）居民的後裔。勞山在今天的山東省青島市東海面上，居住在勞山的人一直自為體系，很少跟外界交往。一直到西漢時才歸附漢朝，漢朝在這個時候賜他們以山為氏，世代相傳。[2]或說是趙胡的後裔。南越王趙佗之孫趙胡遠支後裔遷居勞山，改「劳姓」。[3]

- 嫪毐的宗親。嫪毐得罪，被秦始皇滅族，嫪氏遠親無不脫逃，有逃至金陵附近者，三國時因孫吳建「勞勞亭」，而自稱「勞姓」。[3][4]

### 少數民族
- 唐朝設思恩州（今廣西平果縣），「勞寨」君長歸降，賜為勞姓。

- 滿族他他喇氏，民國後改姓勞、譚、談、唐等姓。

## 註解
1. ↑  《姓氏略考》
2. ↑  《元和姓纂》
3. 1 2  賈思仁《中國的稀有姓氏》
4. ↑  陳明遠、汪宗虎《中國姓氏大全》

## 延伸阅读
[在维基数据编辑]
 《百家姓》
 《欽定古今圖書集成·明倫彙編·氏族典·勞姓部》，出自陈梦雷《古今圖書集成》